# Kansas City Film Critics Circle Award/Bestes Originaldrehbuch
Der Kansas City Film Critics Circle Award für das beste Originaldrehbuch ist ein jährlich verliehener Filmpreis des Kansas City Film Critics Circle. 1991 wurde ein Preis für das beste Drehbuch verliehen. 2004 wurden die Kategorien bestes Originaldrehbuch und bestes adaptiertes Drehbuch eingeführt.

## Preisträger

### 1990er
| Jahr | Sieger             | Autor(en)   |
| ---- | ------------------ | ----------- |
| 1991 | Stadt der Hoffnung | John Sayles |

### 2000er
| Jahr | Sieger                              | Autor(en)                       |
| ---- | ----------------------------------- | ------------------------------- |
| 2004 | Vergiss mein nicht!                 | Charlie Kaufman                 |
| 2005 | Good Night, and Good Luck.          | George Clooney und Grant Heslov |
| 2006 | Little Miss Sunshine                | Michael Arndt                   |
| 2007 | Juno                                | Diablo Cody                     |
| 2008 | The Wrestler – Ruhm, Liebe, Schmerz | Robert Siegel                   |
| 2009 | Inglourious Basterds                | Quentin Tarantino               |

### 2010er
| Jahr | Sieger     | Autor(en)                    |
| ---- | ---------- | ---------------------------- |
| 2010 | Inception  | Christopher Nolan            |
| 2011 | Beginners  | Mike Mills                   |
| 2012 | The Master | Paul Thomas Anderson         |
| 2013 | Her        | Spike Jonze                  |
| 2014 | Birdman    | Alejandro González Iñárritu  |
| 2015 | Spotlight  | Josh Singer und Tom McCarthy |